# Patricia McClenaughan
Patricia McClenaughan, connue également sous le nom de  Trish Faulkner le 28 août 1945 à Sydney, est une joueuse de tennis et de squash représentant l'Australie. Elle est championne de Nouvelle-Zélande de squash en 1962 et championne du Canada de squash en 1975.

## Biographie
Née à Sydney, Patricia McClenaughan est la fille du joueur de rugby de St George, Terry McClenaughan, qui a plus tard été manager de l'équipe des Wallabies. Elle remporte le titre de double chez les juniors lors de l'Open d'Australie 1963 et a également été championne nationale junior en squash.
Patricia McClenaughan a joué sur le circuit international de tennis dans les années 1960 et 1970, participant aux quatre tournois du grand chelem. Elle est quart de finaliste du double féminin aux Internationaux de France 1965, aux côtés de Fay Toyne. Ses meilleurs résultats en simple sont des participations au troisième tour, notamment à Wimbledon en 1965. En 1974, elle bat la future gagnante de Roland-Garros, Virginia Ruzici, au premier tour de l'US Open.
Tout en concourant sur le circuit, Trish Faulkner s'installe définitivement aux États-Unis avec son mari britannique et était initialement basée à Détroit, mais se trouve désormais en Floride.
En squash, après avoir été championne nationale junior en squash, elle participe au British Open en 1964 et 1965, championnat du monde officieux, et s'incline à chaque fois en quart de finale. Elle devient championne du Canada en 1975 alors que le championnat n'était pas réservé aux ressortissants nationaux.

## Parcours en Grand Chelem (partiel)

### En simple
| Année | Open d'Australie | Open d'Australie | Internationaux de France | Internationaux de France | Wimbledon       | Wimbledon      | US Open        | US Open              | Open d'Australie | Open d'Australie |
| ----- | ---------------- | ---------------- | ------------------------ | ------------------------ | --------------- | -------------- | -------------- | -------------------- | ---------------- | ---------------- |
| 1962  | n.o.             | n.o.             | —                        | —                        | —               | —              | —              | —                    | 1er tour (1/64)  | Judith Robinson  |
| 1963  | n.o.             | n.o.             | —                        | —                        | —               | —              | —              | —                    | 2e tour (1/32)   | Heather Ross     |
| 1964  | n.o.             | n.o.             | 2e tour (1/32)           | Janine Lieffrig          | 1er tour (1/64) | Joyce Williams | —              | —                    | —                | —                |
| 1965  | n.o.             | n.o.             | 3e tour (1/16)           | Norma Baylon             | 3e tour (1/16)  | Lesley Turner  | —              | —                    | —                | —                |
| 1966  | n.o.             | n.o.             | —                        | —                        | 2e tour (1/32)  | Edda Buding    | —              | —                    | —                | —                |
| 1970  | —                | —                | —                        | —                        | —               | —              | 1/8 de finale  | Margaret Smith Court | n.o.             | n.o.             |
| 1971  | —                | —                | —                        | —                        | 1er tour (1/64) | Jill Cooper    | —              | —                    | n.o.             | n.o.             |
| 1972  | —                | —                | —                        | —                        | 2e tour (1/32)  | Lindsey Beaven | —              | —                    | n.o.             | n.o.             |
| 1974  | —                | —                | —                        | —                        | —               | —              | 2e tour (1/32) | Nancy Richey-Gunter  | n.o.             | n.o.             |

N.B. : à droite du résultat se trouve le nom de l'ultime adversaire.

### En double dames
| Année | Open d'Australie | Open d'Australie | Internationaux de France | Internationaux de France     | Wimbledon                      | Wimbledon                                 | US Open                          | US Open                      | Open d'Australie | Open d'Australie |
| ----- | ---------------- | ---------------- | ------------------------ | ---------------------------- | ------------------------------ | ----------------------------------------- | -------------------------------- | ---------------------------- | ---------------- | ---------------- |
| 1964  | n.o.             | n.o.             | —                        | —                            | 2e tour (1/64) Helen Plaisted  | Mary-Ann Eisel Lea Pericoli               | —                                | —                            | —                | —                |
| 1965  | n.o.             | n.o.             | 1/4 de finale Fay Toyne  | Margaret Smith Lesley Turner | 2e tour (1/64) Fay Toyne       | Françoise Dürr Janine Lieffrig            | —                                | —                            | —                | —                |
| 1966  | n.o.             | n.o.             | —                        | —                            | 2e tour (1/64) Madonna Schacht | Jitka Horcickova Vlasta Kodesova          | —                                | —                            | —                | —                |
| 1970  | n.o.             | n.o.             | —                        | —                            | —                              | —                                         | 1er tour (1/64) Sally Holdsworth | Gail Sherriff Françoise Dürr | —                | —                |
| 1971  | n.o.             | n.o.             | —                        | —                            | —                              | —                                         | 1er tour (1/64) Sally Holdsworth | Patti Hogan Joyce Barclay    | —                | —                |
| 1972  | n.o.             | n.o.             | —                        | —                            | 2e tour (1/32) Vicky Berner    | Denise Carter Kristy Pigeon               | —                                | —                            | —                | —                |
| 1972  | n.o.             | n.o.             | —                        | —                            | 3e tour (1/16) Vicky Berner    | Fiorella Bonicelli María-Isabel Fernández | —                                | —                            | —                | —                |

N.B. : le nom du ou de la partenaire se trouve sous le résultat ; le nom des ultimes adversaires se trouve à droite.

### En double mixte
| Année | Open d'Australie | Open d'Australie | Internationaux de France | Internationaux de France | Wimbledon                      | Wimbledon                      | US Open                   | US Open                 | Open d'Australie | Open d'Australie |
| ----- | ---------------- | ---------------- | ------------------------ | ------------------------ | ------------------------------ | ------------------------------ | ------------------------- | ----------------------- | ---------------- | ---------------- |
| 1964  | n.o.             | n.o.             | —                        | —                        | 3e tour (1/32) Bill Bowrey     | Christiane Mercelis E Drossart | —                         | —                       | —                | —                |
| 1965  | n.o.             | n.o.             | —                        | —                        | 2e tour (1/64) Bob Carmichael  | Edda Buding Ingo Buding        | —                         | —                       | n.o.             | n.o.             |
| 1971  | n.o.             | n.o.             | —                        | —                        | —                              | —                              | 2e tour (1/64) Onny Parun | Winnie Shaw Allan Stone | n.o.             | n.o.             |
| 1972  | n.o.             | n.o.             | —                        | —                        | 2e tour (1/64) Richard Russell | Winnie Shaw Keith Wooldridge   | —                         | —                       | n.o.             | n.o.             |
| 1974  | n.o.             | n.o.             | —                        | —                        | 2e tour (1/64) Butch Seewagen  | Pam Teeguarden Geoff Masters   | —                         | —                       | n.o.             | n.o.             |

N.B. : le nom du ou de la partenaire se trouve sous le résultat ; le nom des ultimes adversaires se trouve à droite.

## Palmarès squash

### Titres
- Championnats du Canada de squash : 1975